# Brett Blevins
Bret Blevins (13 de agosto de 1960) es un historietista y dibujante de guiones gráficos de animación estadounidense, conocido por sus trabajos en las series Los Nuevos Mutantes, Sleepwalker, Batman y The Bozz Chronicles, junto con David Michelinie.

## Labor profesional
Como muchos dibujantes profesionales, Bret Blevins es autodidacta. Tras realizar algunos trabajos para un periódico local, empezó a trabajar como profesional del cómic en 1981, para Marvel Comics, realizando trabajos varios, incluyendo adaptaciones al cómic de las películas The Dark Crystal, Krull y The Last Starfighter. Para la línea Epic dibujó The Trouble With Girls y The Bozz Chronicles.
Su primer trabajo regular en un cómic de superhéroes fue en la versión de 1987 de Strange Tales, que recogía en cada número dos series, una dedicada a Cloak y Dagger dibujada por Blevins, y otra a Dr. Strange. Ese mismo año se convirtió en el dibujante regular de Los Nuevos Mutantes, serie de la que dibujó la mayor parte entre el número 55 (1987) y el 83 (diciembre de 1989). Junto con Bob Budiansky, creó a Sleepwalker, siendo su dibujante regular.
Realizó una novela gráfica de los Inhumanos (1988), con guion de Ann Nocenti y tintas de Al Williamson. También dibujó historias de Spider-Man, X-Men, Daredevil, Indiana Jones, Conan, Hulk y Star Wars, entre otros.
Tras su etapa en Marvel, pasó a trabajar en Elfquest y en los títulos de DC Comics, especialmente los protagonizados por Batman, así como de Superman y Supergirl.
En 1996 decide abandonar el cómic para dedicarse a la elaboración de storyboards para series animadas para televisión, colaborando, en Superman: la serie animada, Batman: la serie animada, Batman del futuro, Static Shock; Liga de la Justicia y X-Men: Evolution, The Legend of Tarzan y Atlantis: El imperio perdido.[cita requerida]
Es colaborador regular de la revista para dibujantes profesionales «Draw!». En 2004 publicó el libro «Acting With A Pencil: Effective Drawing For Comics And Animation», sobre técnicas de dibujo para cómics y animación.
En 2007 dibujo la adaptación a novela gráfica de la novela Redwall de Brian Jacques, junto con Stuart Moore.